# المملكة البوريالية

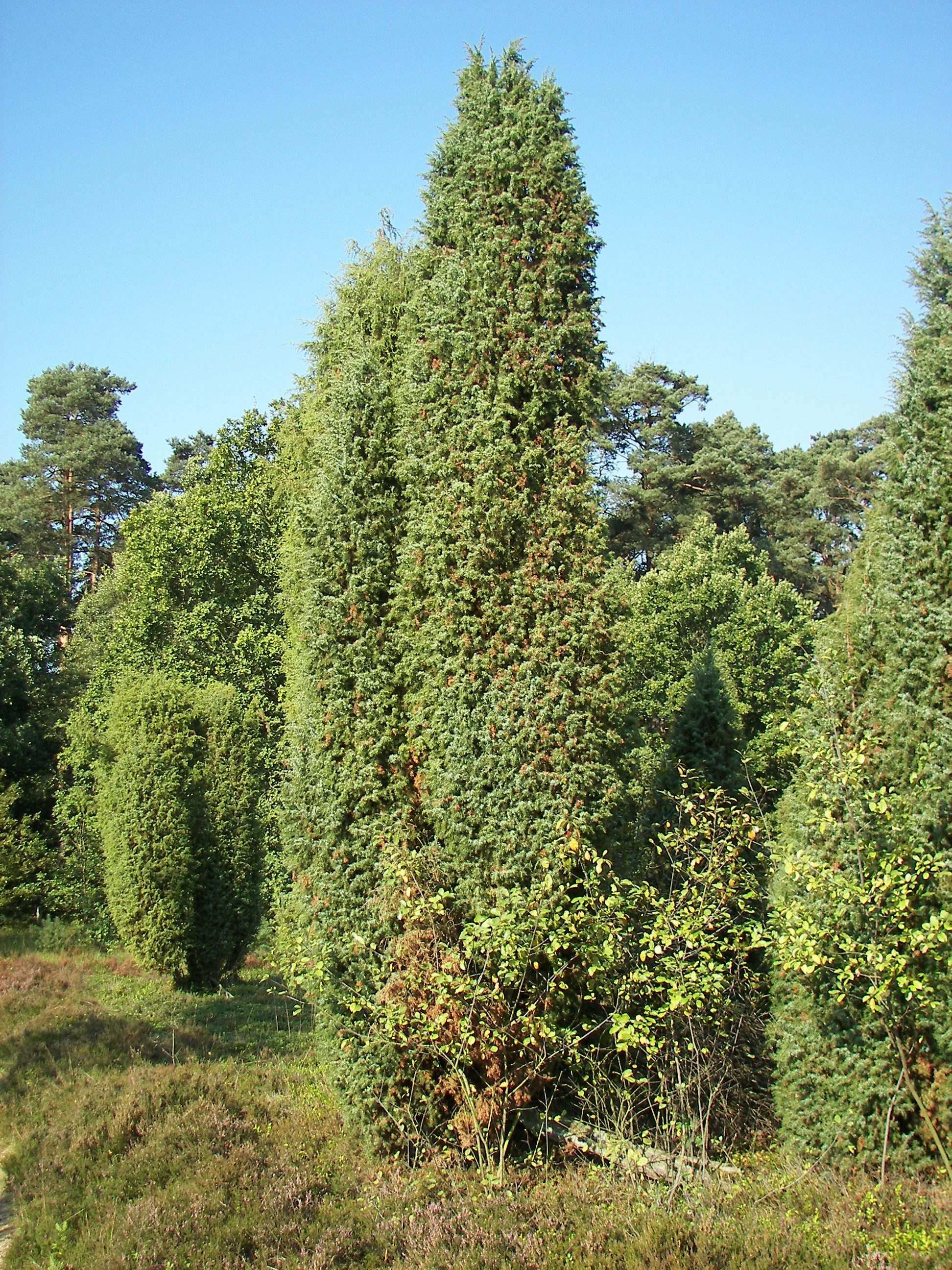
نويع عرعر شائع بلونبورغ، ألمانيا

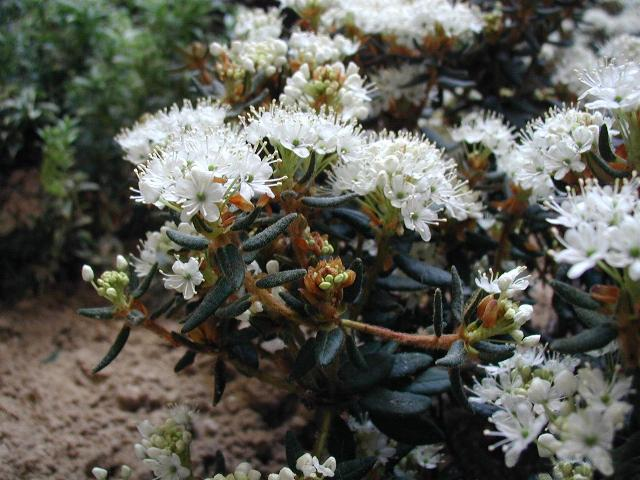

المملكة البوريالية Boreal Kingdom أو المملكة الهولاريكتية هي مملكة نباتية قام بتعريفها عالم النبات «رونالد جود» (ثم في وقت لاحق «أرمين تاختاجان» Armen Takhtajan) والتي تحتوي مناخ معتدل للأجزاء القطبية من أمريكا الشمالية وأوراسيا. وقد ورثت حياتها النباتية من القارة العظمى لوراسيا. على أية حال فإن المملكة النباتية ومعظم منطقة Circumboreal) تجمدت خلال العصر الجليدي، ولها النباتات الصغار جدا. العثور على ملجأ في مناطق نباتية حقب الحياة الحديثة الأجزاء الجنوبية والجبلية في المملكة، خاصة في المنطقة الشرقية الآسيوية وأمريكا الشمالية الأطلسي المنطقة.